# Zweiter Oberösterreichischer Bauernaufstand
Der zweite oberösterreichische Bauernaufstand 1594–1597 war ein Aufstand, der seinen Anfang im Mühlviertel nahm, sich aber bald auf ganz Oberösterreich und Teile Niederösterreichs ausbreitete.
Offiziell waren alle Bauernaufstände sogenannte „Religionskriege“.
Die tatsächliche Ursache dieses Aufstands lag aber an den schlechten wirtschaftlichen Verhältnissen und der stetig steigenden Steuern (Zehent) und der Arbeit der Bevölkerung (Robot). Der direkte Auslöser war aber ein religiöser Konflikt.

## Vorgeschichte
In den Bestimmungen des Augsburger Religionsfriedens von 1555 wurde festgelegt, dass der jeweilige Landesfürst über die Religion seiner Untertanen zu bestimmen hatte (Cuius regio, eius religio). Kaiser Maximilian II. verzichtete darauf und gab das Recht an die jeweiligen Landesherrn weiter.
Das bedeutete, dass beispielsweise in den Pfarren, in denen die Stadträte protestantisch waren, auch protestantische Priester eingesetzt wurden. In den Pfarren, in denen das Recht zur Einsetzung der Priester bei den katholischen Landesherren lag (z. B. Stifte, Klöster), wurden katholische Priester eingesetzt.
Solange der den Lutheranern sehr liberal eingestellte Maximilian II. regierte, wurde der protestantische Glaube von den meisten Adeligen und Städtern offen praktiziert.
Mit dem Tod von Maximilian II. und Rudolf II. als neuem Kaiser 1576 wurde die Lage eine ganz andere.
Im Gegensatz zu Maximilian II. beharrte der katholisch erzogene Rudolf II. auf seinem Recht, die Religion seiner Untertanen selber zu bestimmen.
Dadurch kam es zu Bemühungen, die Protestanten aus den einflussreichen Positionen der Hof- und Verwaltungsstellen und aus den Pfarren zu verdrängen.
Vor allem der Austausch von protestantischen Priestern in den Gemeinden durch katholische rief Widerstand in der Bevölkerung hervor, die sich vom protestantischen Glauben eine Verbesserung ihrer Lebenssituation erwarteten. Es kam zu teilweise gewalttätigen Ausschreitungen gegenüber den neuen Priestern.
Ein weiterer Hauptgrund waren die höheren Belastungen der Untertanen durch die Kriegsbestrebungen des Kaisers gegen das Osmanische Reich. Zur Finanzierung des kaiserlichen Heeres wurden sogenannte Kriegssteuern erhoben.
Höhepunkt dieser Auseinandersetzungen war der sogenannte „Sierninger Handel“. In Sierning regte sich 1588 Widerstand gegen den neuen katholischen Priester, der die katholische Messliturgie wieder einsetzen wollte. Es kam schließlich zu einer Lösung. Der katholische Pfarrer durfte bleiben, musste aber einen protestantischen Vikar einsetzen. Dieser Sieg der Protestanten führte nun zu Bemühungen der Bevölkerung anderer Pfarren, sich gegen die Wiedereinsetzung katholischer Priester zu wehren.

## Auslöser
Direkter Auslöser des Aufstandes war die Wiedereinsetzung eines katholischen Priesters in Sankt Peter am Wimberg 1594 durch das Stift St. Florian.
Als der bisherige katholische Priester, der durchaus als liberal zu bezeichnen war, im April 1594 wegen seines hohen Alters zurücktrat, wurde ein neuer Priester gesucht. Die Wahl fiel auf Paul Wasserleitner, einen katholischen Priester. Diese Wahl war vor allem beim protestantischen Teil der Bevölkerung nicht gern gesehen, und Wasserleitner wurde bereits bei seiner Ankunft am 10. Mai 1594 immer wieder bedroht:

„Wenn ich ihnen das Sacrament nicht in deutscher Sprache consecriere, so wollen sie mich weder wissen noch hören und durchaus keinen papistischen Pfaffen leiden, sondern wollen einen evangelischen Pfaffen haben, der ihnen einen deutschen Hergott reicht“

Nach immer wiederkehrenden Drohungen seitens der Bauern verließ Wasserleitner am 26. Juni die Gemeinde. Der Probst von St. Florian klagte daraufhin beim Landeshauptmann Hans Jakob Löbl. Dieser forderte die Pfarrgemeinde unter Strafe auf eine Revolte anzuzetteln. Daraufhin kehrte der Priester abermals zurück.
Am 10. Juli versammelten sich ein paar Bauern in der Schenke und gingen bewaffnet zum Friedhof, um den Pfarrer tot zu schlagen. Dieser kam heil davon, weil er von anderen Personen gewarnt wurde. Am 18. September hielten etwa 50 Bauern den Priester in der Kirche fest. Daraufhin floh er durch die Sakristeitür und flüchtete endgültig nach St. Florian.
Der als Nachfolger Wasserleitners eingesetzte Andreas Schnobrich musste nach Verhandlungen mit den Bauern unter militärischen Geleitschutz ebenfalls flüchten. In ähnlicher Weise wurde auch in anderen Gemeinden mit den Priestern verfahren.

## Verlauf

### Ausbruch in Oberösterreich 1595
Am 2. August 1595 rotteten sich 6000 gerüstete Bauern aus Rohrbach und Neufelden zusammen und marschierten zum Stift Schlägl mit der Forderung, lutheranische Priester und sogenannte „Schulmeister“ einzusetzen. Der Probst von Schlägl flüchtete daraufhin nach Prag zum Kaiser und ersuchte ihn um Hilfe.
Zwischen 10. und 16. August nahmen etwa 300 Bauern das Schloss Rannariedl ein. Zur gleichen Zeit wurde auch der Markt Haslach und die Burg Falkenstein belagert.
Am 24. August versandte Rudolf II. zwei Patente. Eines an die Landesherren, in welchem er diese scharf kritisierte und sie zum Handeln aufforderte. Das andere ging an die Öffentlichkeit. In diesem forderte er die Untertanen zu Gehorsam und Ruhe auf.
Am 8. September sandte der Landeshauptmann seinerseits ein Patent an die Gemeinde, in diesem erstellte er eine Kommission, um die Beschwerden der aufrührerischen Bauern zu untersuchen. Die Bauern ihrerseits sollen Ausschüsse bilden, welche die Beschwerden der Kommission vorbringen sollten. Bei weitem nicht alle Gemeinden folgten dieser Aufforderung.
Am 26. September begannen die Verhandlungen unter dem Reichshofrat Alexander von Sprinzenstein.
Die Beschwerden der Bevölkerung umfasste zur Überraschung der Landesherren, die mit einem rein religiösen Konflikte gerechnet hatten, nicht nur die religiösen Zwistigkeiten der letzten Jahre, sondern vor allem auch Beschwerden zu Steuern und Frondiensten.
Nachdem diese ersten Verhandlungen keine Lösung brachten, breitete sich die Revolte auch auf die anderen Teile Oberösterreichs aus. Vor allem im Hausruckviertel kam es immer wieder zu Zusammenrottungen der Bauern und kleineren Belagerungen von Ortschaften, wo die Bevölkerung dazu aufgefordert wurde, sich der Revolte anzuschließen.
Am 16. Oktober drangen Bauern in die Stadt Eferding ein, unter dem Vorwand Nahrungsmittel zu kaufen, und besetzten die Stadttore und den Hauptplatz. Von Haag am Hausruck aus zogen etwa 4000 bis 5000 Bauern über Frankenburg nach Mondsee. Der Erzbischof von Salzburg, Wolf Dietrich hatte 6000 Mann an der Grenze zu Oberösterreich stationiert. Der Abt von Mondsee setzte die Bauern davon in Kenntnis, worauf sie wieder abzogen.
Bereits am 15. Oktober wurde Reichhart von Starhemberg von den Ständen beauftragt, zum Kaiser nach Prag zu reisen und diesen um Hilfe zu bitten. Dieser stellte am 20. Oktober ein Ultimatum an die Rebellen, die Waffen niederzulegen und zur Ordnung zurückzukehren. Andernfalls „werde er das von Gott aus dem hohen Himmel vertraute Schwert gebrauchen“.
Nachdem dieses Ultimatum nicht fruchtete wurde vom 24. bis zum 31. Oktober ein Heer aufgestellt, welches zum Schluss 2000 Fußsoldaten und 500 Reiter betrug. Dieses Heer, unter der Leitung von Hans Wilhelm von Zelking, sollte nach Eferding marschieren und die Stadt von den Bauern zurückerobern. Am selben Tag noch zog der Landeshauptmann Löbl, geschützt durch 140 Reiter, nach Eferding, um mit den Bauern Verhandlungen zu führen. Am 3. November kehrte dieser mit 6 gefangenen Rädelsführern zurück. Daraufhin vertrieb Zelking die Bauern aus Eferding.
Zur gleichen Zeit begannen die Aufstände auch auf das Machlandviertel und das Traunviertel überzugreifen.

### Die Schlacht bei Neumarkt
Am 11. November 1595 zog Weikhart von Polheim mit einem Trupp von 165 Reitern und 100 Landsknechten nach Wels, wo weitere 160 Knechte zu ihm stießen. Von dort aus begab er sich über Grieskirchen nach Neumarkt am Hausruck, wo er auf einem Feld auf 4000 Bauern stieß. Die Bauern schickten zwei Boten Weikhart von Polheim und baten um Unterredung. Weikhart forderte die Bauern auf aufzugeben. Währenddessen hatten die Bauern Zeit, die ständischen Truppen zu begutachten. Nachdem die Gesandten auf halbem Weg zurück waren, kam es am 13. November zur Schlacht auf dem Stadlfeld in Kledt bei Neumarkt im Hausruck.
Der Anführer der Bauern war Pankraz Prandhofer, Wirth zu Grübl bei Steinerkirchen. Auf der Seite der ständischen Truppen stellten sich in vorderster Reihe die Reiter, meist Adelige und Ritter, auf. Nachdem ein Teil des Fußvolkes geschossen hatte und sich zurückziehen musste, um neu zu laden, begannen mehrere Reiter der Nachhut auszureißen, und bald folgte ihnen der größte Teil der Reiterschar. Polheim bemühte sich vergeblich, seine Reiter zur Umkehr zu bewegen, doch nur wenige hatten den Mut und blieben an seiner Seite. Da die Fußtruppen nun keine Deckung mehr hatten, mussten sie sich gleichfalls zerstreuen. Polheim flüchtete sich mit einigen Begleitern auf Schloss Parz, wo er Starhemberg mit seiner Schar antraf und übernachtete.
Die Reiter hatten etliche Pferde verloren, konnten aber ihr Leben retten, während viele Männer aus dem Fußvolk ihr Leben verloren. Einige retteten sich in die Wälder, andere, zum größten Teil Verwundete, wurden von den Bauern gefangen genommen.
Es wurden 142 Tote auf ständischer Seite und 10 Tote auf der Seite der Bauern gezählt. Weiters hatten die Bauern 27 Gefangene gemacht.

### Verhandlungen
Am 16. November 1595 wurden zwei der am 8. September eingesetzten Kommission, Balthasar Voglsanger, ein Stadtrat von Wels und Martin Stangl, der Stadtschreiber von Wels, nach Grieskirchen geschickt, um mit Friedensverhandlungen zu beginnen. Die Bauern hielten auf der großen Wiese vor dem Markt (wahrscheinlich zwischen Reinleiten und dem hohen Stege) eine große Versammlung ab und stellten am 20. November einen Revers aus, der von den Zechleuten vieler Pfarren unterfertigt wurde, und gaben die Gefangenen frei. Die Beschwerden sollten schriftlich festgehalten und dem Kaiser übersandt werden, um auf eine Resolution zu warten. Weiters wurde von beiden Seiten beschlossen, in der Zwischenzeit keine Gewalttaten mehr zu begehen.
Hans Wilhelm von Zelking wurde am 26. November mit den Beschwerden der Bauern nach Prag geschickt, wo er am 1. Dezember eine Audienz beim Kaiser erhielt. Dieser fertigte am 6. Dezember drei Patente nach Oberösterreich aus, in dem es hieß, dass er zwei kaiserliche Kommissäre nach Oberösterreich schicken werde. Außerdem sollten am 10. Jänner 1596 die Stände und die Bauern in Prag, vertreten durch Bevollmächtigte, erscheinen.
Am 12. Dezember legte der Landeshauptmann Löbl dem Landtag die kaiserlichen Patente vor, der diese annahm. Die Bauern ihrerseits hatten in der Zwischenzeit aber bereits ihrerseits Beschwerden gesammelt, und es wurden zwei Vertreter nach Prag geschickt, da diese der Obrigkeit und damit der eingesetzten Kommission nicht vertrauten. In diesen Beschwerden wurden hauptsächlich die Steuern und die Arbeitsdienste genannt. Der Kaiser seinerseits verwies auf sein Patent vom 6. Dezember und wies die Vertreter an auf den 10. Jänner zu warten.
Zur gleichen Zeit regte sich bei den Bauern Widerstand gegen die Entwaffnung. Es gab allerlei Gerüchte von ausländischen Soldaten, die ins Land gekommen seien, um den Aufstand niederzuwerfen und damit die Bauern zu hintergehen.
Am 16. Jänner 1596 übergaben die Gesandten der Stände ihrerseits ein Schreiben an Rudolf II. In diesem war zu lesen, dass die Bauern sich ohne Grund erhoben hätten, da sie ja jederzeit sich beim jeweiligen Landesherren beschweren hätten können. Die Bauern hätten bereits zu den Waffen gegriffen, bevor es zu einer Beschwerde gekommen sei. Es wurde darin auch erwähnt, dass sich diese trotz der zahlreichen Aufforderungen zur Ruhe weiter rebellierten. Außerdem wäre Oberösterreich nicht das einzige Land, in dem es Aufstände wegen der Steuern gäbe. Die Stände bemerkten auch, wenn man den Forderungen der Bauern nachgäbe, sich auch in anderen Landesteilen die Bauern erheben würden.
Die Vertreter der Bauern, welche die ganze Zeit über die Beschwerden berieten, reichten ihrerseits am 28. Jänner diese ein. Ein mitgesandter Bittbrief (Supplik) rechtfertigte das Verhalten der Bauern. Sie hätten nie im Sinn gehabt die Landesherren abzusetzen, da nur einige wenige im Laufe der Zeit die Abgaben immer weiter erhöht hätten und mit Gewaltandrohung immer mehr Ungerechtigkeiten abgefordert hätten. Auch seien die Gewalttätigkeiten von einigen wenigen streitsüchtigen Leuten begangen worden. Auch sei die Frist zur Waffenabgabe, die von den Bauern selbst angeschafft wurden, viel zu kurz geraten.
Der Kaiser wird darin auch aufgefordert, die in den vergangenen Jahrzehnten gemachten Neuerungen von Zehent, Robot und Kriegssteuern wieder rückgängig zu machen.
Am 3. Februar schickte der Kaiser einen Bescheid an die Bauern, dass sie der Entwaffnung mehr Folge leisten sollten und den Leistungen an die Landesherren Folge leisten sollten. Dann erst sollten die Beschwerden angehört werden.
Nachdem dieser Bescheid den Bauern öffentlich verlesen wurde, fing es wieder an zu gären. Diesmal nicht nur in Oberösterreich, sondern auch in Teilen von Niederösterreich begannen es zu rumoren. Ende März begannen sich die Bauern allmählich zu beruhigen, und auch die Waffenabgabe kam in Gang.
Schließlich erließ der Kaiser am 6. Juni das Patent, welches aus den bisherigen Verhandlungen hervorgegangen war. In dieser ging der Kaiser nur sehr zögerlich und ausweichend auf die Beschwerden der Bauern ein, betonte aber die Wichtigkeit des Gehorsams der Bauern. Die religiösen Angelegenheiten wurden erst gar nicht erwähnt. Er bekundete auch den Willen zur Entsendung eines Tribunals aus 5 Personen, einen Reichshofrat, ein Mitglied der niederösterreichischen Regierung, einer aus der Hofkammer, ein oberösterreichischer Landesrat und ein Mitglied des Klosterrats. Diese sollen die Beschwerden entgegennehmen, diese untersuchen und dem Kaiser einen Bericht vorlegen.
Diese Resolution stieß bei den Bauern auf Unverständnis, und man begann sich zu fragen, ob das nicht eine Hinhaltetaktik wäre. So weigerten sie sich an diese zu halten. Am 21. Juni schließlich schickte der Kaiser ein Ultimatum an die Bauern. Sie sollten binnen 14 Tagen ihre Waffen in Linz abgeben und sich an das Patent halten. Auch sollten sie sich nicht mehr gegen die Landesherren erheben. Den Städten und Märkten wird verboten Waffen und Munition an die Bauern zu liefern. Wer sich daran nicht hält werde verhaftet und vor Gericht gestellt. Am 27. Juni belagerten die Bauern Rohrbach und schnitten den Ort von der Lebensmittelversorgung ab. Am 28. Juli belagerten sie Aigen. Auch wurden die katholischen Priester aus vielen Pfarren gejagt und durch protestantische Prediger ersetzt. Am 12. August schließlich schickte der Kaiser ein Patent an seine Untertanen, dass die protestantischen Prediger und die Rädelsführer zu verhaften seien. Am 15. August schließlich kam das vom Kaiser eingesetzte Tribunal in Linz an.
Nach und nach kamen die Beschwerden der Bauern und die Stellungnahmen der Grundherren bei der Kommission ein. Die neuen Forderungen der Grundherren an die Bauern im September, durch den Feldzug gegen die Osmanen, brachte die Bauern dazu eine eigene Supplikation an den Kaiser zu schicken. Darin protestierten sie gegen das erneute Rüstgeld.

### Zwischenfall und Ausweitung
Am 7. Oktober 1596 kam es bei der Musterung in der Burg Steyr zu einem Zwischenfall, der die Situation eskalieren ließ. Durch den Feldzug gegen die Osmanen wurden im gesamten Herrschaftsgebiet der 5. und 10. Mann gemustert. Das „Mustern des 5.Mannes“ bedeutete nichts weniger, als dass die übrigen vier Bauern nicht nur die gesamte Ausrüstung des 5. bezahlen mussten, sondern auch zusätzlich zu ihrem eigenen Robot und Zehent auch noch die Landwirtschaft des 5. Bauern betreuen mussten. Die Untertanen erschienen daher widerwillig. Zwei Untertanen wurden besonders aggressiv und bedrohten den Burggrafen von Steyr, Ludwig von Starhemberg. Nach der Auslieferung der beiden Unruhestifter ließen sich die Untertanen schließlich mustern. Am 13. November wurden die beiden im Geheimen, aber gedeckt durch einen schriftlichen Befehl des Kaisers ohne Prozess enthauptet. Diese Aktion blieb aber nicht geheim und kurz danach brach ein Aufstand im Traunviertel los. Die Anführer dieses Aufstandes waren Georg Tasch und Hans Gundensdorfer.
Die Aufständischen belagerten am 24. November 1596 das Stift Kremsmünster, was sie aber nach vier Tagen abbrachen. Stattdessen belagerten sie am 1. Dezember die Stadt Steyr. Diese erwartete bereits die Belagerung und war dementsprechend gut vorbereitet. Am 6. Dezember 1596 zogen die Bauern ab, untersagten aber der Bevölkerung Steyr mit Lebensmittel zu beliefern. Zur gleichen Zeit brachen auch Aufstände im Waldviertel aus.
Am 10. Dezember erließ der Kaiser ein neues Patent, in dem er die Entsendung des Reichsherolds ankündigte. Gleichzeitig drohte er den Untertanen mit strenger Bestrafung, wenn sie nicht aufhören zu rebellieren. Auch forderte er die Untertanen auf, die Rädelsführer zu verfolgen.
Die Gegenmaßnahmen der Regierung liefen auf Spaltung der aufständischen Gruppierungen in Ober- und Niederösterreich hinaus, Verhandlungen mit den Oberösterreichern und gleichzeitige brutale Niederschlagung der niederösterreichischen Aufständischen im April 1597:
- Christian Haller, der „Oberhauptmann“ der aufständischen Bauern des Erlauf- und Pielachtales hatte die befestigte Stadt St. Pölten belagert. Vor den herbeigeeilten kaiserlichen Reitern flüchteten rund 3000 der Belagerer in Richtung Wilhelmsburg und wurden am Steinfeld bei Sankt Georgen am Steinfelde niedergemetzelt, auch Haller starb am 5. oder 6. April 1597 in der Schlacht
- am 2. April 1597 war bereits die Gefangennahme des abgesetzten Bauernführers Georg Prunner in Emmersdorf erfolgt
- mit der Gefangennahme Hans Markgrabers am 11. April 1597 bei Scheibbs brach auch der Aufstand im Viertel ober dem Wienerwald zusammen.[27]

## Ende
Der Aufstand in Oberösterreich scheiterte letztlich an der Kriegsmüdigkeit der Bauern. Im Mai 1597 verabschiedete Kaiser Rudolf II. Erlasse über eine Begrenzung von Abgaben und zur Verminderung der Fron-Leistungen. Daraufhin beendete die Mehrheit der Aufständischen ihre Rebellion.
Die Stände hielten daher am 7. Juni 1597 eine Beratung in Linz ab, wobei beschlossen wurde, nach den Rädelsführern zu greifen und eine allgemeine Landesstreife vornehmen zu lassen. Georg Tasch wurde am 11. Juni unter dem Vorwand von Verhandlungsbereitschaft in eine Falle gelockt und gefangen genommen. In Linz am 14. Dezember 1598 zum Tode verurteilt wurde er am 17. September in Steyr hingerichtet.
Ludwig von Starhemberg durchstreifte zuerst das Mühlviertel, wo bis 20. Juli die Unterwerfung sämtlicher Pfarren vor sich ging. Er ging während des Exekutionsmarsches mit einer Strenge vor, welche selbst die Stände nicht billigten. Zur Warnung und Abschreckung der Bürger ließ er die Rädelsführer hauptsächlich auf den Märkten öffentlich hängen. Im Hausruckviertel ließ er am 23. Juli zwei Rebellen in Aschach und zwei in Eferding, am 24. Juli einen in Neukirchen am Walde und am 26. Juli zwei in Peuerbach hängen. Der Anführer der Bauern in der Schlacht bei Neumarkt, Pankraz Prandhofer wurde am 27. Juli an den Ort des kriegerischen Aufeinandertreffens gebracht, wo man ihm die rechte (Schwur-)Hand abhackte und dem Henker übergab. Am selben Tag wurde, Thomas Brunbaur, Büchsenmacher von Roith und ehemals Fachmann der bäuerlichen Artillerie gehängt. Die einzige Hinrichtung, welche jemals in Grieskirchen vollzogen wurde, fand am 28. Juli 1597 statt, als Mathias Röll auf der Richtstätte am Galgenfeld dem Henker zugeführt wurde.